# Dán női labdarúgó-válogatott
A dán női labdarúgó-válogatott képviseli Dániát a nemzetközi női labdarúgásban. A csapatot a dán labdarúgó-szövetség (DBU) irányítja.

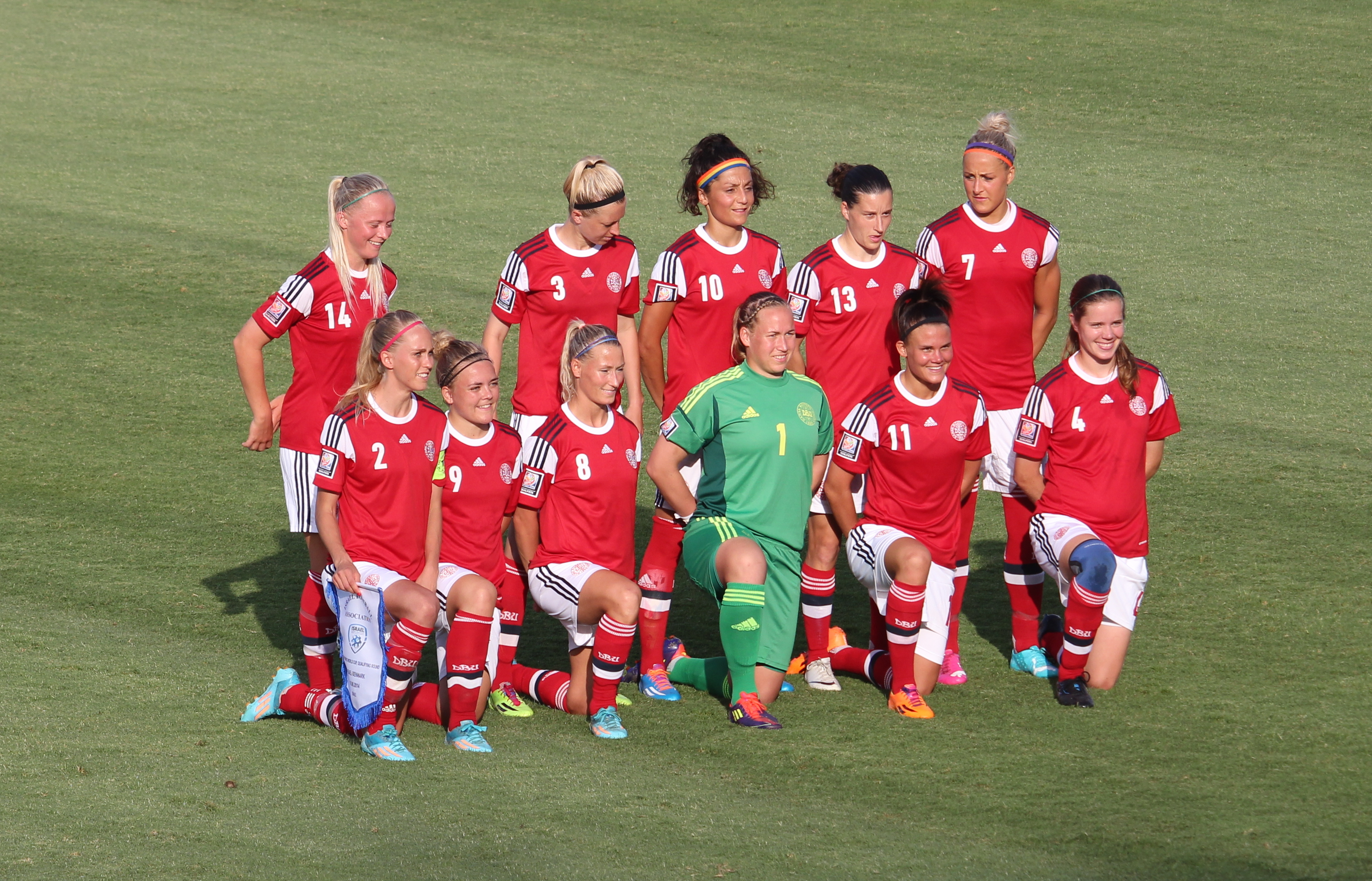
2014. június 19-én az izraeli válogatott ellen.
Felső sor, balról: Karoline Smidt Nielsen, Janni Arnth, Nadia Nadim, Johanna Rasmussen, Sanne Troelsgaard Nielsen.
Alsó sor, balról: Line Røddik, Nanna Christiansen, Theresa Nielsen, Stina Lykke Petersen, Katrine Veje, Sofie Junge Pedersen.

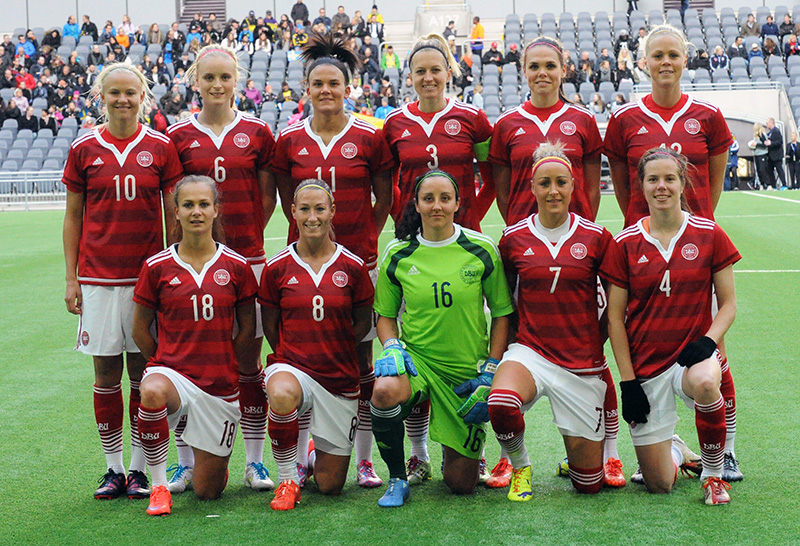
A válogatott Svédország ellen 2015-ben.
Felső sor, balról: Pernille Harder, Nina Frausing Pedersen, Katrine Veje, Janni Arnth, Simone Boye Sørensen, Julie Tavlo Petersson.
Alsó sor, balról: Frederikke Thøgersen, Theresa Nielsen, Cecilie Breil Kramer, Sanne Troelsgaard Nielsen, Sofie Junge Pedersen.

## Nemzetközi szereplés

### Világbajnokság
- 1970 – Aranyérmes (nem hivatalos rendezvény)
- 1971 – Aranyérmes (nem hivatalos rendezvény)
- 1978 – Első forduló (nem hivatalos rendezvény)
- 1981 – Ezüstérmes (nem hivatalos rendezvény)
- 1985 – Bronzérmes (nem hivatalos rendezvény)
- 1991 – Negyeddöntős
- 1995 – Negyeddöntős
- 1999 – Első forduló
- 2003 – Nem jutott ki
- 2007 – Első forduló
- 2011 – Nem jutott ki
- 2015 – Nem jutott ki
- 2019 – Nem jutott ki

### Európa-bajnokság
- 1969 – Ezüstérmes (nem hivatalos rendezvény)
- 1979 – Aranyérmes (nem hivatalos rendezvény)
- 1984 – Elődöntős
- 1987 – Nem jutott ki
- 1989 – Negyeddöntős
- 1991 – Bronzérmes
- 1993 – Bronzérmes
- 1995 – Negyeddöntős
- 1997 – Negyeddöntős
- 2001 – Elődöntős
- 2005 – Első forduló
- 2009 – Első forduló
- 2013 – Elődöntős
- 2017 – Ezüstérmes
- 2022 – Csoportkör

## Szövetségi kapitányok
- 1974–1976 : Kent Falkenvig
- 1976–1979 : Bjørn Basbøll
- 1979–1984 : Flemming Schultz
- 1984–1988 : Birger Peitersen
- 1988–1996 : Keld Gantzhorn
- 1996–1999 : Jørgen Hvidemose
- 1999–2005 : Poul Højmose
- 2005–2006 : Peter Bonde
- 2006–2017 : Kenneth Heiner-Møller
- 2013–2017 : Nils Nielsen
- 2017 : Søren Randa-Boldt
- 2017– : Lars Søndergaard

## Jelenlegi keret
A 2021-es női labdarúgó-Európa-bajnokság selejtezőin 2019. október 4-én és október 8-án,  Bosznia-Hercegovina és  Grúzia ellen pályára lépő játékosok.
A válogatottban való részvételek és a szerzett gólok száma 2019. szeptember 20-al bezárólag feltüntetve.
| Szám | Poszt | Név                       | Születési dátum / Kor          | Válogatottság | Gólok | Klub                |
| ---- | ----- | ------------------------- | ------------------------------ | ------------- | ----- | ------------------- |
|      | K     | Kathrine Larsen           | 1993. május 5. (31 éves)       | 0             | 0     | FC Nordsjælland     |
|      | K     | Katrine Abel              | 1990. június 28. (34 éves)     | 9             | 0     | Brøndby IF          |
|      | V     | Janni Arnth               | 1986. október 15. (38 éves)    | 93            | 2     | Fiorentina          |
|      | V     | Rikke Sevecke             | 1996. június 15. (28 éves)     | 16            | 1     | FC Fleury 91        |
|      | V     | Sofie Svava               | 2000. augusztus 11. (24 éves)  | 4             | 0     | FC Rosengård        |
|      | V     | Stine Ballisager Pedersen | 1994. január 3. (31 éves)      | 10            | 0     | Vålerenga           |
|      | KP    | Katrine Veje              | 1991. június 19. (33 éves)     | 119           | 9     | Arsenal             |
|      | KP    | Mille Gejl                | 1999. szeptember 23. (25 éves) | 7             | 2     | Brøndby IF          |
|      | KP    | Nanna Christiansen        | 1989. június 17. (35 éves)     | 98            | 8     | Brøndby IF          |
|      | KP    | Nicoline Sørensen         | 1997. augusztus 15. (27 éves)  | 27            | 4     | Brøndby IF          |
|      | KP    | Sanne Troelsgaard Nielsen | 1988. augusztus 15. (36 éves)  | 139           | 48    | FC Rosengård        |
|      | KP    | Sara Thrige Andersen      | 1996. május 15. (28 éves)      | 6             | 0     | Fortuna Hjørring    |
|      | KP    | Sofie Junge Pedersen      | 1992. április 24. (32 éves)    | 57            | 4     | Juventus            |
|      | CS    | Emma Snerle               | 2001. március 23. (23 éves)    | 4             | 0     | Fortuna Hjørring    |
|      | CS    | Nadia Nadim               | 1988. január 2. (37 éves)      | 90            | 31    | Paris Saint-Germain |
|      | CS    | Pernille Harder           | 1992. november 15. (32 éves)   | 113           | 56    | VfL Wolfsburg       |
|      | CS    | Rikke Madsen              | 1997. augusztus 9. (27 éves)   | 3             | 0     | Vålerenga           |
|      | CS    | Stine Larsen              | 1996. január 24. (29 éves)     | 39            | 9     | FC Fleury 91        |

| Szám | Poszt | Név                       | Születési dátum / Kor          | Válogatottság | Gólok | Klub                |
| ---- | ----- | ------------------------- | ------------------------------ | ------------- | ----- | ------------------- |
|      | K     | Kathrine Larsen           | 1993. május 5. (31 éves)       | 0             | 0     | FC Nordsjælland     |
|      | K     | Katrine Abel              | 1990. június 28. (34 éves)     | 9             | 0     | Brøndby IF          |
|      | V     | Janni Arnth               | 1986. október 15. (38 éves)    | 93            | 2     | Fiorentina          |
|      | V     | Rikke Sevecke             | 1996. június 15. (28 éves)     | 16            | 1     | FC Fleury 91        |
|      | V     | Sofie Svava               | 2000. augusztus 11. (24 éves)  | 4             | 0     | FC Rosengård        |
|      | V     | Stine Ballisager Pedersen | 1994. január 3. (31 éves)      | 10            | 0     | Vålerenga           |
|      | KP    | Katrine Veje              | 1991. június 19. (33 éves)     | 119           | 9     | Arsenal             |
|      | KP    | Mille Gejl                | 1999. szeptember 23. (25 éves) | 7             | 2     | Brøndby IF          |
|      | KP    | Nanna Christiansen        | 1989. június 17. (35 éves)     | 98            | 8     | Brøndby IF          |
|      | KP    | Nicoline Sørensen         | 1997. augusztus 15. (27 éves)  | 27            | 4     | Brøndby IF          |
|      | KP    | Sanne Troelsgaard Nielsen | 1988. augusztus 15. (36 éves)  | 139           | 48    | FC Rosengård        |
|      | KP    | Sara Thrige Andersen      | 1996. május 15. (28 éves)      | 6             | 0     | Fortuna Hjørring    |
|      | KP    | Sofie Junge Pedersen      | 1992. április 24. (32 éves)    | 57            | 4     | Juventus            |
|      | CS    | Emma Snerle               | 2001. március 23. (23 éves)    | 4             | 0     | Fortuna Hjørring    |
|      | CS    | Nadia Nadim               | 1988. január 2. (37 éves)      | 90            | 31    | Paris Saint-Germain |
|      | CS    | Pernille Harder           | 1992. november 15. (32 éves)   | 113           | 56    | VfL Wolfsburg       |
|      | CS    | Rikke Madsen              | 1997. augusztus 9. (27 éves)   | 3             | 0     | Vålerenga           |
|      | CS    | Stine Larsen              | 1996. január 24. (29 éves)     | 39            | 9     | FC Fleury 91        |

| Szám | Poszt | Név                   | Születési dátum / Kor         | Válogatottság | Gólok | Klub             |
| ---- | ----- | --------------------- | ----------------------------- | ------------- | ----- | ---------------- |
|      | K     | Line Geltzer Johansen | 1989. július 26. (35 éves)    | 5             | 0     | EdF Logroño      |
|      | K     | Naja Bahrenscheer     | 1996. szeptember 3. (28 éves) | 2             | 0     | BSF              |
|      | V     | Mie Leth Jans         | 1994. február 6. (31 éves)    | 26            | 0     | FC Rosengård     |
|      | V     | Simone Boye Sørensen  | 1992. március 3. (33 éves)    | 55            | 5     | Bayern München   |
|      | V     | Theresa Nielsen       | 1986. július 20. (38 éves)    | 128           | 5     | Reign FC         |
|      | KP    | Karen Holmgaard       | 1999. január 28. (26 éves)    | 10            | 0     | Fortuna Hjørring |
|      | KP    | Maja Kildemoes        | 1996. augusztus 15. (28 éves) | 27            | 1     | csapat nélkül    |
|      | KP    | Julie Tavlo Petersson | 1989. október 20. (35 éves)   | 13            | 1     | Brøndby IF       |
|      | CS    | Frederikke Thøgersen  | 1995. július 24. (29 éves)    | 48            | 1     | Fiorentina       |

| Szám | Poszt | Név                   | Születési dátum / Kor         | Válogatottság | Gólok | Klub             |
| ---- | ----- | --------------------- | ----------------------------- | ------------- | ----- | ---------------- |
|      | K     | Line Geltzer Johansen | 1989. július 26. (35 éves)    | 5             | 0     | EdF Logroño      |
|      | K     | Naja Bahrenscheer     | 1996. szeptember 3. (28 éves) | 2             | 0     | BSF              |
|      | V     | Mie Leth Jans         | 1994. február 6. (31 éves)    | 26            | 0     | FC Rosengård     |
|      | V     | Simone Boye Sørensen  | 1992. március 3. (33 éves)    | 55            | 5     | Bayern München   |
|      | V     | Theresa Nielsen       | 1986. július 20. (38 éves)    | 128           | 5     | Reign FC         |
|      | KP    | Karen Holmgaard       | 1999. január 28. (26 éves)    | 10            | 0     | Fortuna Hjørring |
|      | KP    | Maja Kildemoes        | 1996. augusztus 15. (28 éves) | 27            | 1     | csapat nélkül    |
|      | KP    | Julie Tavlo Petersson | 1989. október 20. (35 éves)   | 13            | 1     | Brøndby IF       |
|      | CS    | Frederikke Thøgersen  | 1995. július 24. (29 éves)    | 48            | 1     | Fiorentina       |